# Lady Paname
Lady Paname fue una película de comedia francesa de 1950 dirigida y escrita por Henri Jeanson y protagonizada por Louis Jouvet, Suzy Delair, Henri Guisol y Henri Crémieux. Cuenta la historia de una joven cantante que intenta convertirse en una estrella en el mundo del music hall de los años 1920 y se enamora de un compositor de cierto éxito de la época. Fue rodada en los Estudios Boulogne de París. Los decorados de la película fueron diseñados por el director de arte Jean d'Eaubonne con vestuario de Georges Annenkov y fueron apreciados en la crítica de la época por lo pintoresco de los mismos. A su vez su presupuesto, aunque reducido, pudo jugar perfectamente con sus limitaciones.

## Elenco
- Louis Jouvet como Gambier, dit Bagnolet - un fotógrafo anarquista
- Suzy Delair como Raymonde Bosset, dite Caprice - una cantante de music-hall
- Henri Guisol como Jeff - un compositor de canciones
- Henri Crémieux como Milson, el director de la Olimpia
- Raymond Souplex como Arsène Marval - un chanteur célebre et cabotin
- Jane Marken como Madame Gambier
- Claire Olivier como Léa Bosset - la madre de Caprice y de Marcel
- Camille Guérini como Auguste Bosset
- Véra Norman como La môme Oseille - l'amie de Caprice
- Monique Mélinand como Costa - la acompañante
- Germaine Montero como Mary-Flor - une chanteuse finie mais capricieuse
- Huguette Faget como Janine
- Georges Douking como Le parlementaire - un amigo de Fred
- Maurice Régamey como Fred
- Odette Laure como La grue
- Odette Barencey como La dama de los baños
- Jane Helly como Madame Marval - la mujer del cantante
- Maurice Nasil como Chacatón
- Albert Valsien como Le chef d'orchestre
- Sylvain como Un amigo
- Jean Berton como Le régisseur
- Mag-Avril como L'habilleuse

1. ↑  Crisp p.130